# 마탄사스주

마탄사스 주의 위치

마탄사스주(스페인어: Provincia de Matanzas)는 쿠바 서부에 위치한 주로 주도는 마탄사스이며 면적은 11,798.02km2, 인구는 690,113명(2010년 기준)이다.
서쪽으로는 아바나, 북쪽으로는 플로리다 해협, 동쪽으로는 비야클라라 주, 시엔푸에고스 주, 남쪽으로는 카리브해와 접한다. 13개 지방 자치체를 관할한다. 석유 채굴 및 정제 시설, 초대형 유조선 제조 시설, 21개의 설탕 공장과 같은 쿠바의 주요 산업 시설이 밀집한 곳이다.